# Constituição russa de 1937
A Constituição russa de 1937 foi a lei fundamental e suprema da Rússia Soviética entre 1937 e 1978. Ela substituiu a Constituição russa de 1918.